# Moschato-Tavros
Die Gemeinde Moschato-Tavros ist eine Gemeinde im Süden der griechischen Hauptstadt Athen. Sie wurde bei der Verwaltungsreform 2010 durch den Zusammenschluss der vorher selbständigen Gemeinden Moschato und Tavros gebildet. Sie gehört zum Regionalbezirk Athen-Süd der Region Attika.
Das Gemeindegebiet erstreckt sich vom Gebiet der Stadt Athen, an das es nördlich angrenzt, bis zur Küste des Saronischen Golfs. Im Westen bildet der mit dem Leoforos Kifisou (Nationalstraße 1) überbaute Kifisos die Grenze zu Piräus, im Osten der ebenfalls weitgehend überbaute Ilisos die Grenze zu Kallithea.